# Birr
Birr é uma comuna da Suíça, no Cantão Argóvia, com cerca de 3.751 habitantes. Estende-se por uma área de 5,05 km², de densidade populacional de 743 hab/km². Confina com as seguintes comunas: Birrhard, Brunegg, Lupfig, Möriken-Wildegg.
A língua oficial nesta comuna é o Alemão.